# Freddy Willockx
Frederik (Freddy) A.A. Willockx (ur. 2 września 1947 w Sint-Niklaas, zm. 15 czerwca 2024 tamże) – belgijski i flamandzki polityk, samorządowiec oraz ekonomista, parlamentarzysta krajowy, minister, eurodeputowany IV kadencji.

## Życiorys
Ukończył ekonomię na Uniwersytecie Gandawskim, następnie pracował na tej uczelni. Zaangażował się w działalność polityczną w ramach flamandzkiej Partii Socjalistycznej. Od 1971 był radnym Sint-Niklaas, w latach 1974–1979 zasiadał w miejskiej egzekutywie (jako schepen), a od 1989 do 1994 był burmistrzem tego miasta.
Od 1979 do 1994 był posłem do federalnej Izby Reprezentantów, w tych samym latach zasiadał także w Parlamencie Flamandzkim. Od maja do października 1980 pełnił funkcję sekretarza stanu ds. finansów, następnie do grudnia 1981 ministra poczty, telefonii i telegrafów w gabinetach Wilfrieda Martensa i Marka Eyskensa. Ponownie zajmował to stanowisko od maja 1988 do stycznia 1989 w rządzie Wilfrieda Martensa. Od marca 1992 do lipca 1994 był natomiast ministrem ds. emerytur w gabinecie, którym kierował Jean-Luc Dehaene.
Od 1994 do 1999 sprawował mandat posła do Parlamentu Europejskiego IV kadencji, zasiadając w grupie socjalistycznej. W 1999 ponownie wybrany do Izby Reprezentantów, zrezygnował jednak w związku z nominacją na rządowego komisarza odpowiedzialnego za wdrażanie unijnych dyrektyw oraz wyjaśnienie tzw. afery dioksynowej. Pełnił tę funkcję do 2001. Następnie powrócił na urząd burmistrza swojej rodzinnej miejscowości, sprawując go do 2010.
W 2002 wyróżniony tytułem ministra stanu.